# Hisataka Okamoto
Hisataka Okamoto (岡本久敬?, Okamoto Hisataka; 14 dicembre 1933) è un ex calciatore giapponese, di ruolo attaccante.